# 冰III

水的相态图，展示的是冰III的稳定区域。

冰III，读作“冰三”，是冰的一种晶体形态，属于四方晶系，可以将水在300 MPa下降温到250 K（-23.15 °C）
制得。它在所有高压水相中是密度最低的，在350 MPa下仅1160 kg/m3。冰III的质子有序形态是冰IX。
冰III的晶胞含有16个分子，具有Vh26‐Ibam空间群的对称性。每个氧离子被氧离子的变形四面体所包围，这与冰I的结构相似。